# Nazionale maschile di hockey su prato dell'Iran
La nazionale di hockey su prato dell'Iran è la squadra di hockey su prato rappresentativa dell'Iran ed è posta sotto la giurisdizione della Hockey Federation of the Islamic Republic of Iran.

## Partecipazioni

### Mondiali
- 1971-2006 – non partecipa

### Olimpiadi
- 1908–2008 non partecipa

### Champions Trophy
- 1978-2008 – non partecipa

### Hockey Asia Cup
- 1982 - non partecipa
- 1985 - 10º posto
- 1989 - non partecipa
- 1994 - non partecipa
- 1999 - non partecipa
- 2003 - non partecipa
- 2007 - non partecipa